# Nero Express
Nero Express este o ediție dimplicată față de Nero Burning ROM, de asemenea disponibil cu software-ul Nero Suite. Deși Nero Express nu este la fel de puternic ca Nero Burning ROM, acesta oferă o interfață de utilizator mai mult simplificată pe care majoritatea utilizatorilor și oferă o gamă mult mai largă de caracteristici decât cele oferite de Windows. Nero Express este, de asemenea, integrate în suita Nero software-ul, în special în OEM ediții ale acestui program, unde lipsește Nero Burning ROM.